# Велики слабински мишић
Велики слабински мишић   је дугачак, вретенасти, фузиформни мишић који се налази у бочној страни лумбалног дела између кичменог стуба и обода мале карлице, према споља од лумбалних пршљенова и према унутра од четвртастог бедреног мишића (лат. musculus quadratus femoris).
Велики слабински мишић, који припада унутрашњим мишићима кука, често се разматра заједно са бочним мишићем (лат. m. Iliacus) и малим слабинским мишићем (лат. musculus psoas minor), док пролази инферолатерално у бутину да би се убацио у бутну кост. Заједно, ови мишићи су познати као  бедранослабински мишић (лат. m. Iliopsoas).

## Назив
Име „псоас“ је грчког порекла ψόᾱ,  и значи „слабински мишић“.

## Анатомија
Велики слабински мишић је подељен на површински и дубоки део. Дубоки део потиче од попречних наставка лумбалних пршљенова Л1–Л5. Површински део потиче од бочних површина последњег торакалног пршљена , лумбалних пршљенова Л1–Л4 и суседних интервертебралних дискова . Лумбални плексус лежи између два слоја. 
Заједно, мишић кука и велики слабински мишић формирају илиопсоас, који је окружен илијачном фасцијом . Илиопсоас пролази преко илиопубичне еминенције кроз мишићну лакуну до њеног уметања на мали трохантер бутне кости. Илиопектинеална бурса одваја тетиву илиопсоас мишића од спољашње површине капсуле зглоба кука на нивоу илиопубичне еминенције .  Субтендинозна бурса илијачне кости лежи између малог трохантера и везивања илиопсоас. 

### Инервација
Инервација великог слабинског мишића је преко предњих грана слабинских нерава Л1 до Л3 

### Варијација
Код мање од 50% људи, велики слабински мишић је праћен малим слабинским мишићем. Једна студија која је користила податке аутопсије открила је да вје елики слабински мишић знатно дебљи код мушкараца афричког порекла него код мушкараца беле расе, и да је појава псоас минор такође етнички варијанта, присутна код већине белих субјеката и одсутна у већини црни субјекти. 

## Функција
Велики слабински мишић спаја горњи и доњи део тела, аксијални са апендикуларним скелетом, изнутра према споља, а леђа према напред.  Као део бедрано слабинског мишић, велики слабински мишић доприноси флексији у зглобу кука. На лумбалној кичми, једнострана контракција савија труп бочно, док билатерална контракција подиже труп из лежећег положаја . Поред тога, како је везан за мањи трохантер, који се налази на постеромедијалном аспекту бутне кости,  велики слабински мишић изазива бочну ротацију и слабу адукцију кука.
Велики слабински мишић чини део групе мишића званих флексори кука, чија је акција првенствено подизање натколенице према телу када је тело фиксирано или повлачење тела према нози када је нога фиксирана.
На пример, када неко изводи трбушњак који одводи торзо (укључујући доњи део леђа) од тла према предњем делу ноге, флексори кука (укључујући бедранослабински мишић) ће савијати кичму према карлици.

## Клинички значај
Затегнутост псоаса може довести до грчева или болова у доњем делу леђа компресијом лумбалних дискова.  Хипертонични и упаљени псоас може довести до иритације и укљештења илиоингвиналног и илиохипогастричног нерава , што резултира осећајем топлоте или воде која тече низ предњи део бутине.
Велики слабински мишића се може палпирати у активној флексији кука. Позитиван тест великог слабинског мишића,  контрактура и бол током палпацијом  указују на клинички значај овог мишића. При тпме треба пазити око трбушних органа, посебно дебелог црева када се дубоко палпира.
Појава избоченог трбуха може визуелно да укаже на хипертонични велики слабински мишић, који повлачи кичму напред док гура трбушни садржај ка споља. 
Велики слабински мишић лежи постеролатерално у односу на лумбалне симпатичке ганглије , а врх игле често пролази кроз велики слабински мишића током лумбалног симпатичког блока.
Генитофеморални нерв се формира у средишњем делу великог слабинског мишића спајањем грана из предњих рамија Л1 и Л2 нервних корена. Нерв се затим креће доле унутар великог слабинског мишић и на крају „пробија“ мишић и излази на предњу површину  дистално од великог слабинског мишић. Нерв затим пролази кроз ретроперитонеум , спуштајући се преко предње површине великог слабинског мишића. 

## Галерија
- Position of psoas major muscle. Animation. Hip bones are shown in semi-transparent.
- Horizontal disposition of the peritoneum in the lower part of the abdomen. Psoas major labeled at bottom left.
- Diagram of a transverse section of the posterior abdominal wall, to show the disposition of the lumbodorsal fascia.
- Muscles of the iliac and anterior femoral regions.
- The lumbar plexus and its branches.
- Psoas major muscle
- Psoas major muscle